# Petits fossiles coquilliers
 (janvier 2021).
Si vous disposez d'ouvrages ou d'articles de référence ou si vous connaissez des sites web de qualité traitant du thème abordé ici, merci de compléter l'article en donnant les références utiles à sa vérifiabilité et en les liant à la section « Notes et références ».
Au Cambrien inférieur évolue une faible diversité de métazoaires possédant :
- une coquille,
- un exosquelette (squelette externe) tubulaire ou conique,
- des plaques de protection,
- une carapace,
- des sclérites (parties externes durcies ou composées de chitine d'animaux à corps mous, ou pièces dérivées de la paroi du corps, limitée par des sutures),
- des spicules (aiguillon siliceux ou calcaire constitutif du squelette des éponges).

Ces éléments sont appelés en anglais SSFs (pour Small Shelly Fossils) ou en français petits fossiles coquilliers. Les SSF apparaissent environ 10 millions d’années avant les premiers trilobites et apportent la preuve de l'existence de la biominéralisation. Très répandus dans le monde, ils sont particulièrement abondants dans les couches correspondant au Tommotien et fréquents à l’Atdabanien.
Ils sont représentés par les éponges, mollusques, annélides, lobopodes et enfin par d'autres formes qui semblent n'appartenir à aucun phylum récent.
L’étude des strates fossilifères en Sibérie, Chine, Europe, et Australie ont rapporté une gamme inattendue des microfossiles phosphatés bien préservés. Pour la plupart ce sont de minuscules coquilles ou des composants désarticulés (sclérites) d'armure protectrice constituées par de nombreuses  pièces. Ces microfossiles sont devenus familiers. 
Des formes distinctes ont été identifiées jusqu'ici : 
- formes à symétrie hexagonale ;
- formes de tasses ouvertes probablement des éponges simples de type asconoïde  ;
- forme de tubes simples comparables aux tubes de ver sabellidés, indiquant probablement la présence de tentacules antérieurs comme des lophophores ;
- formes multi-chambres.

En termes d'abondance, les tasses et les tubes simples sont les plus nombreux, par les formes multi-chambres, 
On trouve notamment des petits fossiles coquilliers au niveau de la section de la Réserve naturelle provinciale de la section du village de Meishu, située la province du Yunnan en Chine.